# Вандерлей
Вандерлей (порт. Wanderley) — муниципалитет в Бразилии, входит в штат Баия. Составная часть мезорегиона Крайний запад штата Баия. Входит в экономико-статистический микрорегион Котежипи. Население составляет 13 658 человек на 2006 год. Занимает площадь 3043,408 км². Плотность населения — 4,5 чел./км².

## История
Город основан 25 февраля 1985 года.

## Статистика
- Валовой внутренний продукт на 2003 год составляет 37 510 668,00 реалов (данные: Бразильский институт географии и статистики).
- Валовой внутренний продукт на душу населения на 2003 год составляет 2747,23 реалов (данные: Бразильский институт географии и статистики).
- Индекс развития человеческого потенциала на 2000 год составляет 0,619 (данные: Программа развития ООН).